# Hymenasterides
Genre
Hymenasterides est un genre d'étoile de mer de la famille des Pterasteridae.

## Liste des espèces
Selon World Register of Marine Species (3 février 2015) :
- Hymenasterides mironovi Dilman, 2008
- Hymenasterides zenognathus Fisher, 1911